# Ara Gaya
Ara Gaya o Ana Gaya (hangul: 아라가야 o 안라가야) fou un dels estats tribals que va formar part de la confederació de Gaya a Corea al segle i aC. Va ser absorbit pel regne de Silla el 559.